# Forum Geometricorum
Forum Geometricorum: A Journal on Classical Euclidean Geometry (ISSN 1534-1178) là tập san học thuật về hình học cổ điển của khoa toán đại học Florida Atlantic. Tạp chí được thành lập bởi giáo sư Paul Yiu từ năm 2001 và ông cũng là tổng biên tập của tạp chí này cho đến nay. Forum Geometricorum là tạp chí miễn phí và công bố trực tuyến theo định dạng PDF và PostScript. Tạp chí đã lập chỉ mục trong Mathematical Reviews  và Zentralblatt MATH
Tạp chí hướng đến đối tượng rộng gồm các nhà toán học, giáo viên trung học, học sinh và nghiệp dư..
Các bài báo sau khi gửi đến tạp chí sẽ được xem xét bởi tổng biên tập và một trong số các các biên tập viên , nếu như một bài báo đáp ứng về mặt chất lượng sẽ được sửa đổi phù hợp với định dạng của tạp chí. Trước khi đăng bài tác giả cần phải viết một thỏa thuận về bản quyền 

## Dừng biên tập
Tạp chí hoạt động từ năm 2000-2019, bước sang năm 2020 tạp chí không hoạt động nữa vì lý do sức khỏe của tổng biên tập Paul Yiu